# Schuttenpoort
De Schuttenpoort, ook wel voorste Maasbrugpoort genoemd, was een middeleeuwse stadspoort langs de rivier de Maas in de Nederlandse stad Maastricht. Het bouwwerk was onderdeel van de eerste stadsmuur van Maastricht en dateerde waarschijnlijk uit de bouwtijd van de brug (1280-1298). De naam van de poort is afgeleid van schutters (boogschutters). De poort was gelegen aan de oostzijde van de Maastrichter Brugstraat en functioneerde als toegangspoort tot de Sint Servaasbrug. De Schuttenpoort werd omstreeks 1640 gesloopt. Mogelijk werd de poort vervangen door een andere op ongeveer dezelfde locatie, die tot eind 18e, begin 19e eeuw bleef bestaan.

## Geschiedenis

### Bouw middeleeuwse stadsmuur en brug
Over de bouwgeschiedenis van de oudste middeleeuwse stadsmuur van Maastricht bestaat geen duidelijkheid. In 1229 gaf de hertog van Brabant toestemming om een stenen muur om de stad te bouwen. Eerder was er al een aarden wal opgeworpen met daarop palissaden, maar deze was door de bisschop van Luik, medeheer van het tweeherige Maastricht, verwoest tijdens het Beleg van Maastricht (1204). Waarschijnlijk werd in 1229 begonnen met de bouw van stenen stadspoorten en waltorens, met elkaar verbonden door aarden wallen die in de loop van de 13e eeuw geleidelijk versteend werden. De muur op de linker Maasoever bestond uit kolenzandsteen, strekte zich uit over een lengte van ongeveer 2,4 kilometer, was 6 à 8 meter hoog en telde dertien stadspoorten, waarvan zes aan de Maas. Van de grotere poorten is alleen de Helpoort overgebleven.

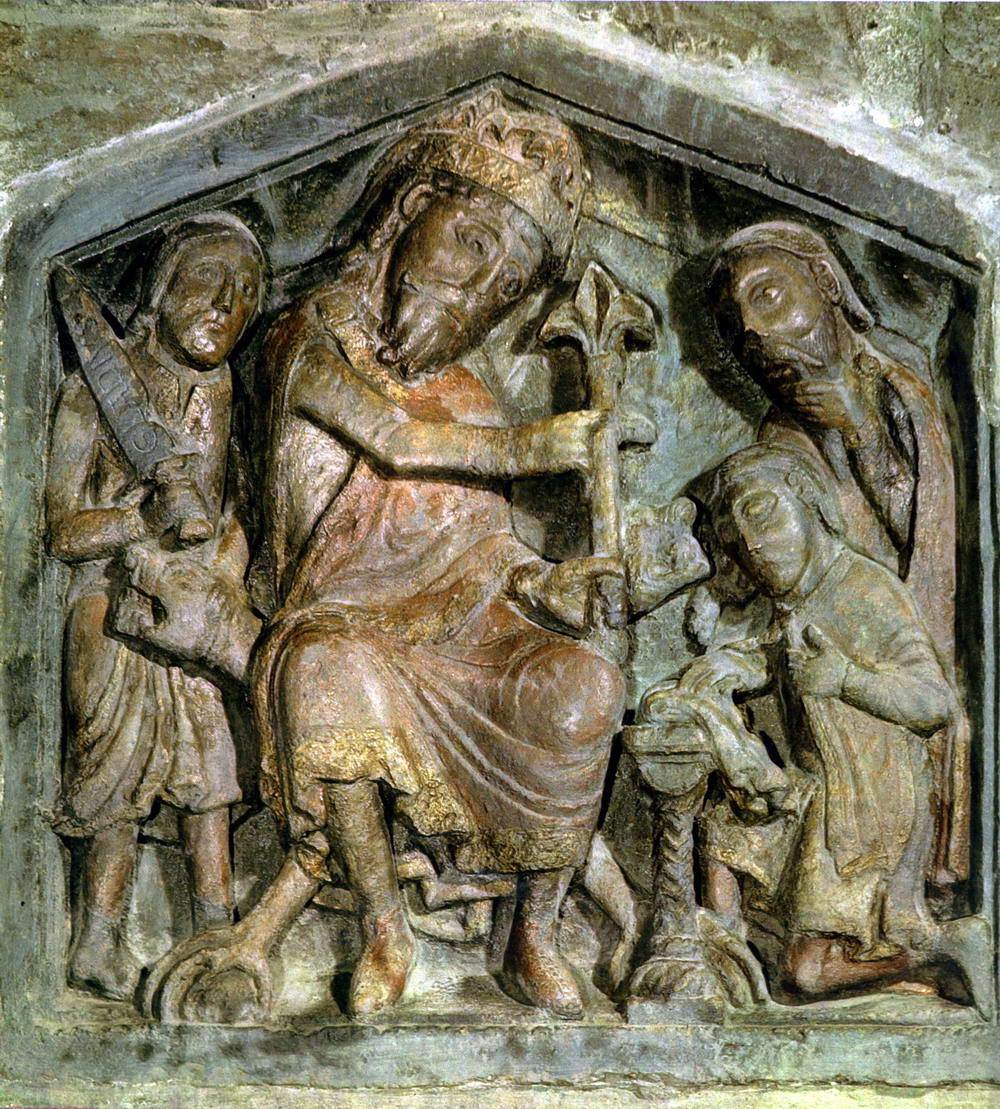
Reliëf Eed op de Relieken

Of de Schuttenpoort oorspronkelijk onderdeel was van de eerste middeleeuwse stadsmuur is niet bekend, omdat niet zeker is of de huidige brug op dezelfde locatie is gebouwd als zijn voorganger. Lange tijd werd aangenomen dat de Romeinse brug van Maastricht, die circa 200 m zuidelijker lag tegenover de Eksterstraat, tot 1275 standhield. Waarschijnlijker is echter dat de in dat jaar ingestorte brug een (vroeg)middeleeuwse opvolger van de Romeinse brug was, die op dezelfde locatie als de huidige Sint Servaasbrug lag.
Indien de onmiddellijke voorganger van de Sint Servaasbrug op de plek van de Romeinse brug lag, zal daar vermoedelijk tussen 1229 en 1275 een poort hebben gestaan, die als bruggenhoofd fungeerde voor de brug. Wellicht was dit de door Matthaeus Herbenus omstreeks 1500 genoemde Porta Regia ("Koningspoort"). Op een geschetste plattegrond van Simon de Bellomonte uit 1587 wordt de Bredestraat, die in het verlengde ligt van de Eksterstraat en de brug, aangeduid als "de straat die vroeger Via Regia heette". Mogelijk was de poort gebouwd op de fundamenten van de enkele eeuwen eerder afgebroken oostpoort van het Maastrichts castellum. In de Basiliek van Onze Lieve Vrouw bevindt zich een 12e-eeuws reliëf dat bekendstaat als de Eed op de relieken, waarvan kunsthistorica Elizabeth den Hartog vermoedt dat het afkomstig is van deze poort, waar het de koninklijke rechten op de brug moest onderstrepen.
Nadat de oude brug in 1275 tijdens een processie was ingestort, werd in 1280 begonnen met de bouw van de huidige brug. Mogelijk werd toen pas de Schuttenpoort gebouwd, die als bruggenhoofd voor de nieuwe brug fungeerde. De Schuttenpoort werd daardoor onderdeel van de eerste stadsomsluiting, die zich aan deze kant van de stad naar het noorden toe langs de Maas uitstrekte in de richting van de Jodenpoort en naar het zuiden toe langs het Bat in de richting van de Visserspoort. Zowel ten noorden als ten zuiden van de poort lagen diverse poternes (poortjes), die in geval van oorlog eenvoudig dichtgemetseld konden worden.

### De Schuttenpoort vanaf de 14e eeuw
Na de ingebruikname van de tweede stadsomsluiting in 1380 fungeerde de eerste muur nog enkele eeuwen als reserveverdedigingslinie. Voor de Schuttenpoort veranderde er weinig, aangezien de oude stadsmuur langs de Maas, inclusief de bestaande poorten, onderdeel werd van de nieuwe enceinte (omsluiting). Vanaf 1414 mochten de handboogschutters de poort gebruiken als verenigingslokaal. In 1444 wordt voor het eerst de naam Schuttenpoort genoemd in een raadsverdrag.

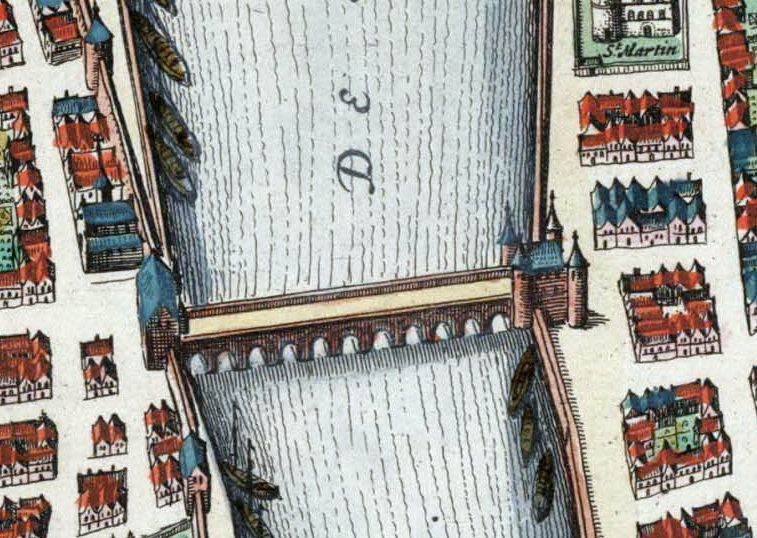
Maasbrug met Schuttenpoort (links) en Körverpoort (Atlas van Loon, 1652). De tekening is niet waarheidsgetrouw

Over het uiterlijk van de Schuttenpoort kan weinig met zekerheid gezegd worden. Noch op het stadspanorama van Simon de Bellomonte uit omstreeks 1570, noch op zijn schets uit 1587 is de poort ingetekend. Twee prenten van Frans Hogenberg uit het begin van de 17e eeuw laten de Vissersmaas en de Maasbrug zien tijdens de Spaanse Furie van 1576 en het beleg van 1579. Ook hier is van de Schuttenpoort geen spoor te bekennen. Beide prenten lijken bovendien gebaseerd op het stadspanorama van Bellomonte. Op de plattegrond van Maastricht in de Atlas van Loon uit 1652, die teruggaat op oudere kaarten van Braun en Hogenberg, is de Schuttenpoort wel ingetekend. De poort is vanuit het zuiden te zien als een fors, rechthoekig gebouw, dat over de stadsmuur heen gebouwd is. Het bouwwerk heeft een zadeldak en twee spietorentjes aan de Maaszijde. De poort onderscheidt zich nauwelijks van de meeste andere Maaspoorten op de plattegrond, die er in werkelijkheid heel anders uitzagen, en de conclusie lijkt gerechtvaardigd dat de plattegrond geen getrouw beeld van de werkelijke situatie geeft.
In de 17e eeuw was er behoefte om de vismarkt bij de brug uit te breiden. Deze markt, die in 1377 voor het eerst genoemd werd als Mosa piscium (vismarkt aan de Maas), was uitsluitend bedoeld voor vissers van buiten de stad. Maastrichtse vissers verkochten hun vis achter de Sint-Evergisluskapel, aan de noordzijde van de Maastrichter Brugstraat. Besloten werd om een deel van het buiten de muren gelegen Bat ten zuiden van de Maasbrug te ommuren en dit aan de Vissersmaas toe te voegen. De stadsmuur werd als het ware enkele tientallen meters oostwaarts verschoven, richting Maas. De uitbreiding lijkt ook verband te houden met de voortdurende aanslibbing aan deze oever, waardoor de eerste boog van de brug onder het rivierslib was verdwenen.
Het nieuwe stukje ommuurde stad kreeg een nieuwe, naar het zuiden gerichte poort, de Batpoort. De oude Visserspoort werd tussen 1633 en 1645 gesloopt. Volgens de Maastrichtse vestingdeskundige L.J. Morreau werd toen ook de Schuttenpoort afgebroken. Er zijn aanwijzingen dat toen een nieuwe poort gebouwd is bij het begin van de tweede boog van de Maasbrug. Op een schilderij van Joris van der Haagen uit 1649 lijkt een nieuwe(?) poort zichtbaar tussen de verdwenen eerste boog en de (oorspronkelijk) tweede boog van de brug. Op een laat-18e-eeuws schilderij, dat wordt toegeschreven aan kapitein Van den Heuvel, is te zien dat het westelijk bruggenhoofd is versterkt met een forse toren, wellicht onderdeel van dezelfde poort als bij Van der Haagen. Rond het midden van de 19e eeuw tekende Philippe van Gulpen de brug diverse malen. Aan de Maastrichter kant van de brug stond toen een barok ogend gebouwtje, op dezelfde plaats waar tegenwoordig de stenen kiosk staat, maar van een poort is geen sprake meer.

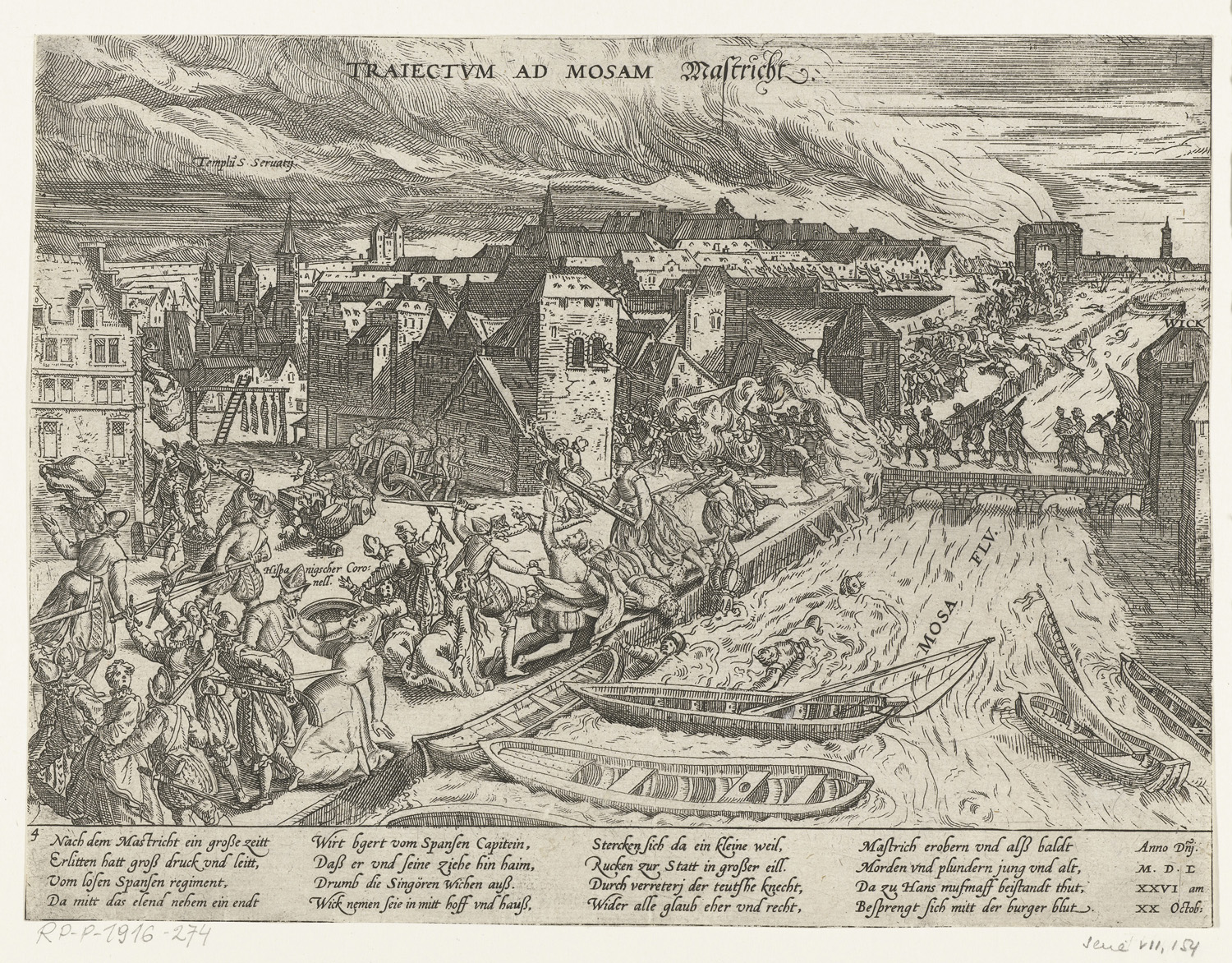
Omgeving Schuttenpoort (Spaanse Furie, 1576)
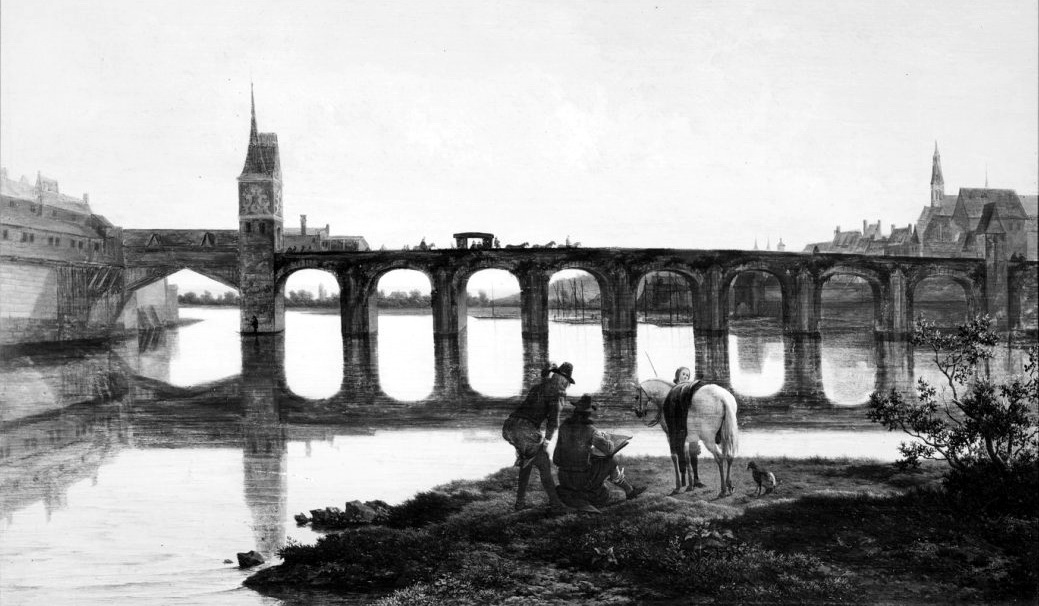
Maasbrug met rechts 'tweede Schuttenpoort'? (1649)
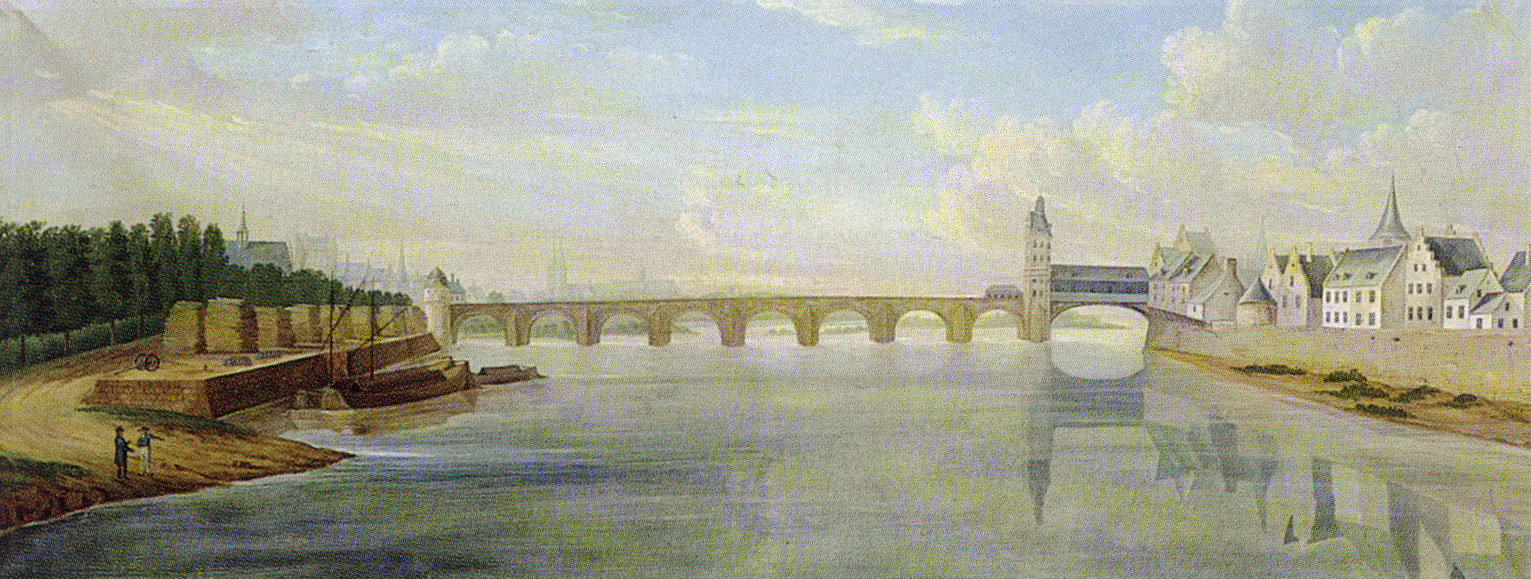
Maasbrug met links een toren of poort (1793)
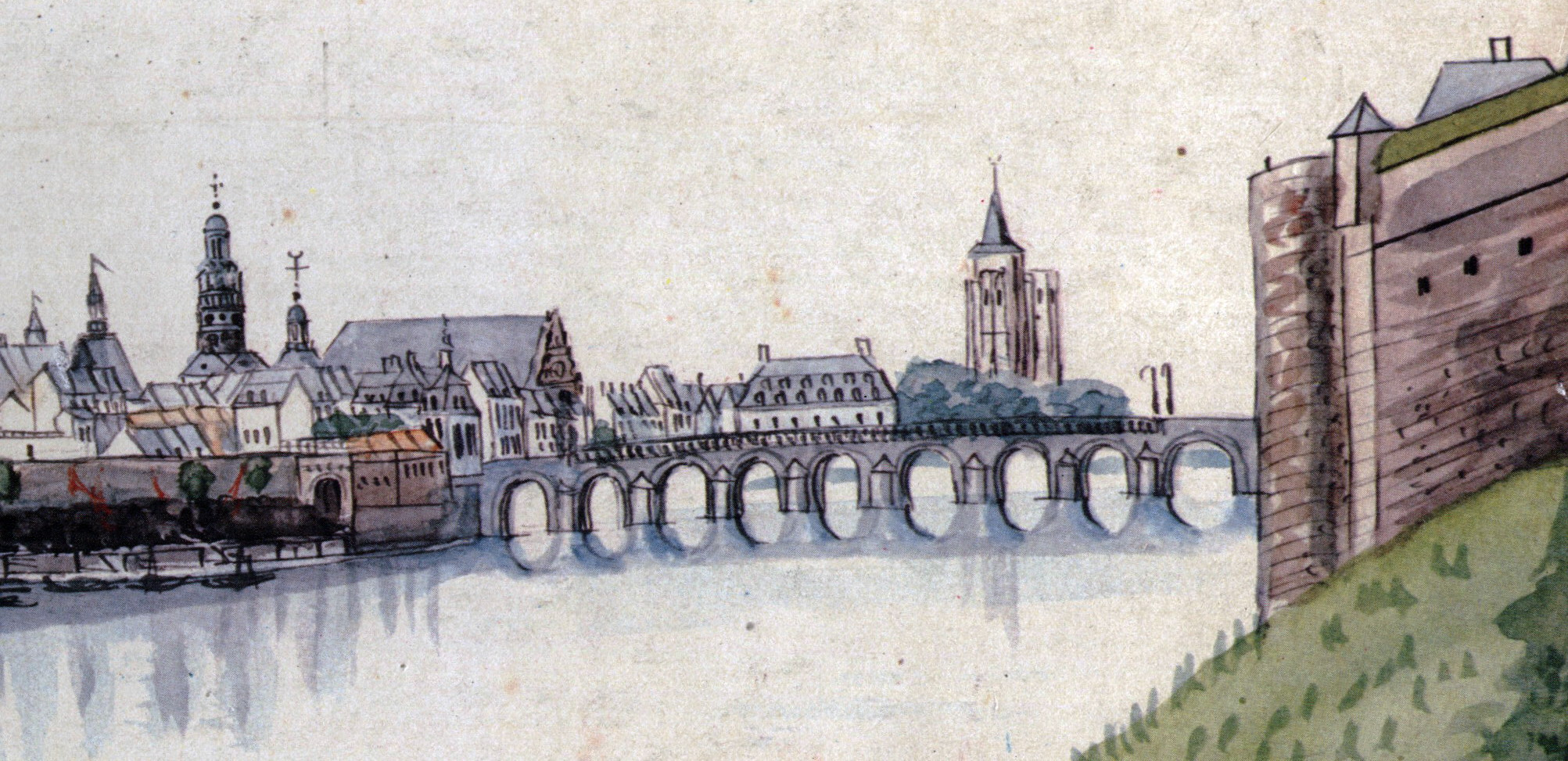
Maasbrug met links het bruggebouwtje (ca. 1840)

### Afbraak stadspoorten en ontmanteling vesting

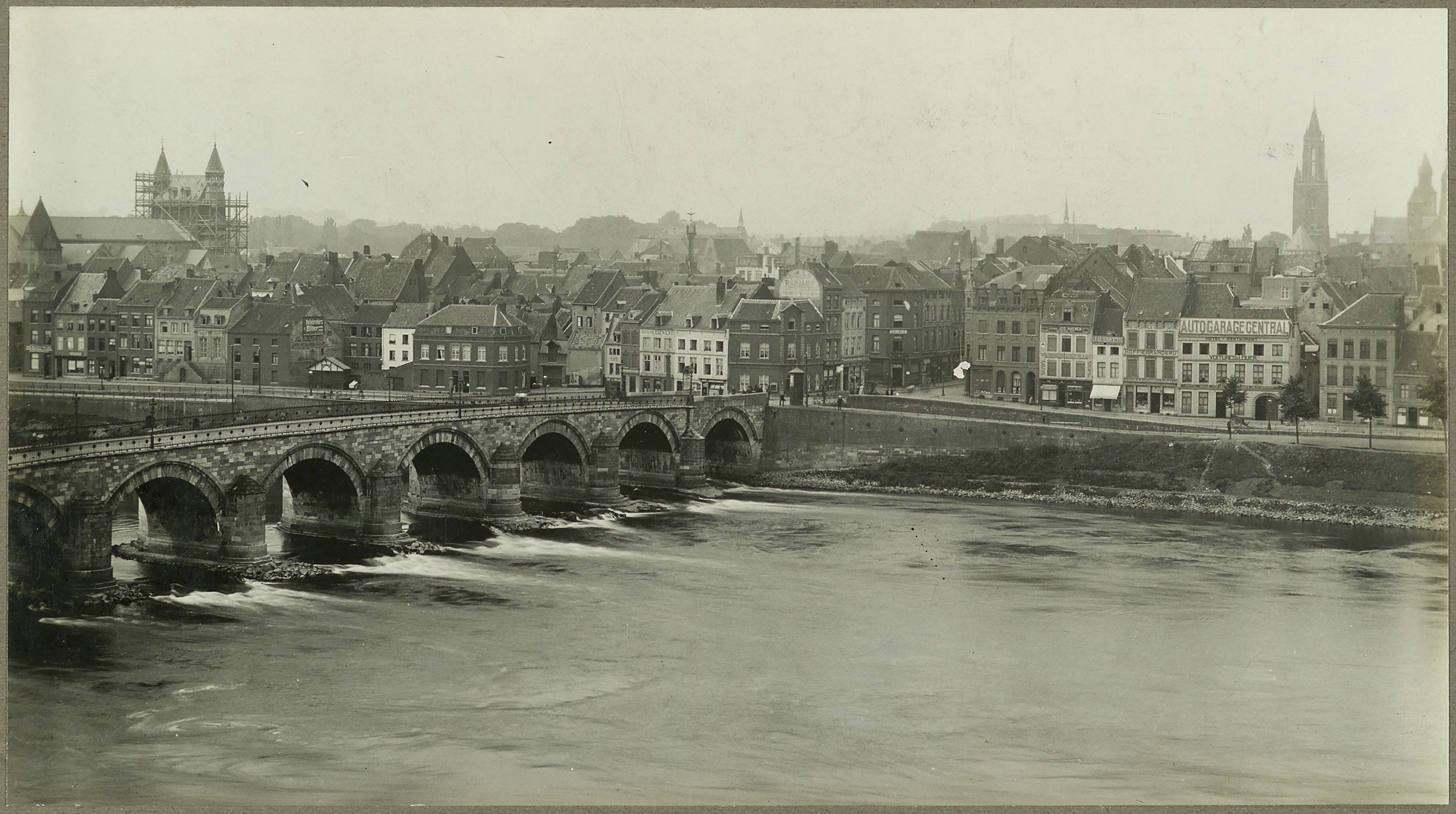
Maaskade bij de Sint Servaasbrug na de sloop van muren en poorten (ca. 1915)

In het midden van de 17e eeuw luidde de afbraak van de Leugenpoort en de Gevangenpoort op de Houtmarkt (voor de bouw van het Stadhuis van Maastricht) de teloorgang van de eerste stadsmuur in. Al eerder was de Veerlinxpoort wegens bouwvalligheid gesloopt. In de loop van de 18e eeuw verdwenen ook de meeste andere poorten van de eerste stadsomsluiting: in 1734 de Tweebergenpoort (deels), de Lenculenpoort en de Minderbroederspoort, in 1772 de Looierspoort.
Door de aanleg van het Kanaal Luik-Maastricht in 1845-1850 verdwenen de Batpoort en ten noorden van de brug grote delen van de stadsmuur langs de Maas, inclusief de Molenpoort. De Batpoort werd vervangen door een massieve tamboer. Mogelijk werd in deze jaren ook de 'tweede Schuttenpoort' afgebroken, zo deze niet al eerder was verdwenen, bijvoorbeeld bij werkzaamheden aan de brug in 1801-'03, 1827 of 1836-'37.
Na de opheffing van de vestingstatus in 1867 werd de vesting Maastricht in opdracht van het Ministerie van Oorlog ontmanteld, waarna de gronden werden overgedragen aan de Dienst der Registratie en Domeinen voor verdere sloop en herbestemming. De overgebleven stadspoorten, die onder de zeggenschap van het gemeentebestuur vielen, werden tussen 1867 en 1870 als eerste afgebroken. De afbraak van de stadsmuren zou nog tot de jaren 1930 doorgaan. Door toedoen van Victor de Stuers en anderen bleven hier en daar delen van de eerste en tweede stadsmuur gespaard, zoals de Helpoort en omgeving. In 1894 werd begonnen met het afbreken van de stadsmuur langs de Maas ten noorden van de Sint-Servaasbrug, waarbij onder andere de Jodenpoort, de laatst overgebleven Maaspoort op de linkeroever, onder de slopershamer viel. Een jaar later werden de restanten van de walmuur bij de voormalige Batpoort afgebroken. Het ten zuiden daarvan gelegen deel tussen de Eksterstraat en de Graanmarkt verdween pas tussen 1898 en 1904.

## Cultuurhistorisch erfgoed
Van de Schuttenpoort is niets meer over. Er bestaat geen enkele nauwkeurige tekening van de poort. Bij de afbraak van de poort hebben geen opgravingen of opmetingen plaatsgevonden. De stadsmuur langs de Maas is in dit gedeelte van de stad verdwenen. Alleen de hoge trap voor het huis Het Bat 4, een rijksmonument, getuigt nog van de wal die hier ooit lag. Verder naar het zuiden bevindt zich een gerestaureerd stuk stadswal aan de Onze Lieve Vrouwewal. Bij werkzaamheden voor de ondertunneling van de Maasboulevard omstreeks 2002 werden restanten van het Mariapoortje, een poterne aan het einde van de Mariastraat, gevonden en verwijderd.